# Saint-Germain-le-Vieux
Saint-Germain-le-Vieux és un municipi francès situat al departament de l'Orne i a la regió de Normandia. L'any 2007 tenia 58 habitants.

## Demografia

### Població
El 2007 la població de fet de Saint-Germain-le-Vieux era de 58 persones. Hi havia 25 famílies de les quals 4 eren unipersonals (4 dones vivint soles i 4 dones vivint soles), 13 parelles sense fills, 4 parelles amb fills i 4 famílies monoparentals amb fills.
La població ha evolucionat segons el següent gràfic:
Habitants censats

### Habitatges
El 2007 hi havia 32 habitatges, 26 eren l'habitatge principal de la família i 5 eren segones residències. Tots els 31 habitatges eren cases. Dels 26 habitatges principals, 21 estaven ocupats pels seus propietaris, 4 estaven llogats i ocupats pels llogaters i 1 estava cedit a títol gratuït; 1 tenia una cambra, 4 en tenien tres, 5 en tenien quatre i 16 en tenien cinc o més. 18 habitatges disposaven pel capbaix d'una plaça de pàrquing. A 15 habitatges hi havia un automòbil i a 9 n'hi havia dos o més.

### Piràmide de població
La piràmide de població per edats i sexe el 2009 era:
| Homes | Edats   | Dones |
| ----- | ------- | ----- |
| 0     | 95 o +  | 0     |
| 0     | 90 a 94 | 0     |
| 0     | 85 a 89 | 0     |
| 0     | 80 a 84 | 8     |
| 0     | 75 a 79 | 0     |
| 0     | 70 a 74 | 0     |
| 0     | 65 a 69 | 0     |
| 4     | 60 a 64 | 0     |
| 0     | 55 a 59 | 0     |
| 4     | 50 a 54 | 4     |
| 0     | 45 a 49 | 4     |
| 0     | 40 a 44 | 4     |
| 8     | 35 a 39 | 0     |
| 0     | 30 a 34 | 0     |
| 0     | 25 a 29 | 0     |
| 4     | 20 a 24 | 0     |
| 0     | 15 a 19 | 0     |
| 4     | 10 a 14 | 4     |
| 4     | 5 a 9   | 0     |
| 0     | 0 a 4   | 0     |

## Economia
El 2007 la població en edat de treballar era de 32 persones, 20 eren actives i 12 eren inactives. De les 20 persones actives 18 estaven ocupades (7 homes i 11 dones) i 2 estaven aturades (2 homes). De les 12 persones inactives 6 estaven jubilades, 1 estava estudiant i 5 estaven classificades com a «altres inactius».
Activitats econòmiques
L'any 2000 a Saint-Germain-le-Vieux hi havia 7 explotacions agrícoles que ocupaven un total de 273 hectàrees.

## Poblacions més properes
El següent diagrama mostra les poblacions més properes.